# جاكوب ويلسون
جاكوب ويلسون (بالإنجليزية: Jacob Wilson)‏ هو سائق سباق ومهندس أمريكي، ولد في 17 مارس 1990 في كروفوردسفيل في الولايات المتحدة.

## وصلات خارجية
- الموقع الرسمي